# Азиатская кинопремия (2011)
5-я церемония награждения Азиатской кинопремии — вручается за лучшие азиатские картины международного проката 2010 года. Прошла 21 марта 2011 года в Гонконге.
Два фильма-номинанта планируются к прокату в России — «Космический линкор Ямато» и «Землетрясение».

## Списокпобедителейи номинантов[1]
На пятой церемонии награждения Азиатской кинопремией представлено:
- 10 картин из Китая, Гонконга и Тайваня,
- 7 — из Южной Кореи,
- 6 — из Японии,
- 1 — из Индии,
- 1 — из Таиланда,
- 1 — из Индонезии,
- 1 — из Кыргызстана.

| Категории                         | Победители и номинанты                                                                                       |
| --------------------------------- | --- |
| Лучший фильм                      | • «Землетрясение»/«Aftershock» (Китай)                                                                       |
| Лучший фильм                      | • «Признания»/«Confesssions» (Япония)                                                                        |
| Лучший фильм                      | • «Пусть летят пули»/«Let the Bullets Fly» (Китай)                                                           |
| Лучший фильм                      | • «Реальные Пиплы»/«Peepli Live» (Индия)                                                                     |
| Лучший фильм                      | • «Поэзия»/«Poetry» (Южная Корея)                                                                            |
| Лучший фильм                      | • «Дядюшка Бунми, который помнит свои прошлые жизни»/«Uncle Boonmee Who Can Recall His Past Lives» (Таиланд) |
| Лучший режиссёр                   | • Фэн Сяоган — «Землетрясение»/«Aftershock» (Китай)                                                          |
| Лучший режиссёр                   | • Цзян Вэнь — «Пусть летят пули»/«Let the Bullets Fly» (Китай)                                               |
| Лучший режиссёр                   | • Ли Чхан Дон (англ. Lee Chang-dong) — Поэзия/«Poetry» (Южная Корея)                                         |
| Лучший режиссёр                   | • Такаси Миикэ — «13 убийц»/«13 Assassins» (Япония)                                                          |
| Лучший режиссёр                   | • На Хонджин — «Жёлтое море»/«The Yellow Sea» (Южная Корея)                                                  |
| Лучший режиссёр                   | • Тэцуя Накасима — «Признания»/«Confessions» (Япония)                                                        |
| Лучший актёр                      | • Чоу Юньфат — «Пусть летят пули»/«Let the Bullets Fly» (Китай)                                              |
| Лучший актёр                      | • Гэ Ю — «Жертвоприношение»/«Sacrifice» (Китай)                                                              |
| Лучший актёр                      | • Ли Чхан Дон — «Поэзия»/«Poetry» (Южная Корея)                                                              |
| Лучший актёр                      | • Ха Чжон У (англ. Ha Jung-woo) — «Жёлтое море»/«The Yellow Sea» (Южная Корея)                               |
| Лучший актёр                      | • Итан Рюань Цзиньтянь — «Монга»/«Monga» (Тайвань)                                                           |
| Лучший актёр                      | • Кодзи Якусё — «13 убийц»/«13 Assassins» (Япония)                                                           |
| Лучшая актриса                    | • Джон До Ён — «Горничная»/«The Housemaid» (Южная Корея)                                                     |
| Лучшая актриса                    | • Фань Сюй — «Землетрясение»/«Aftershock» (Китай)                                                            |
| Лучшая актриса                    | • Ринко Кикути — «Норвежский лес»/«Norwegian Wood» (Япония)                                                  |
| Лучшая актриса                    | • Такако Мацу — «Признания»/«Confessions» (Япония)                                                           |
| Лучшая актриса                    | • Мишель Йео — «Власть убийц»/«Reign of Assassins» (Китай/Гонконг/Тайвань)                                   |
| Лучшая мужская роль второго плана | • Хуан Сяомин — «Жертвоприношение»/«Sacrifice» (Китай)                                                       |
| Лучшая мужская роль второго плана | • Саммо Хун — «Ип Ман 2»/«Ip Man 2» (Гонконг)                                                                |
| Лучшая мужская роль второго плана | • Масаки Окада — «Признания»/«Confessions» (Япония)                                                          |
| Лучшая мужская роль второго плана | • Рю Сонпом — «The Unjust» (Южная Корея)                                                                     |
| Лучшая мужская роль второго плана | • Ю Хэджин — «Омут»/«Moss» (Южная Корея)                                                                     |
| Лучшая женская роль второго плана | • Ю Аой — «Младший брат»/«About Her Brother» (Япония)                                                        |
| Лучшая женская роль второго плана | • Ёсино Кимура — «Признания»/«Confesssions» (Япония)                                                         |
| Лучшая женская роль второго плана | • Карина Лау — «Пусть летят пули»/«Let the Bullets Fly» (Китай)                                              |
| Лучшая женская роль второго плана | • Шанти Паредес — «Мадам Икс»/«Madame X» (Индонезия)                                                         |
| Лучшая женская роль второго плана | • Юн Ёджон — «Горничная»/«The Housemaid» (Южная Корея)                                                       |
| Лучший дебютант                   | • Марк Чао Ютин — «Монга»/«Monga» (Тайвань)                                                                  |
| Лучший дебютант                   | • Аариф Ли — «Отражение радуги»/«Echoes of the Rainbow» (Гонконг)                                            |
| Лучший дебютант                   | • Омкар Дас Маникпури — «Реальные Пиплы»/«Peepli Live» (Индия)                                               |
| Лучший дебютант                   | • T.O.P. — «71: Под огнём»/«71: Into the Fire» (Южная Корея)                                                 |
| Лучший дебютант                   | • Чжоу Дунъюй — «Под ветвями боярышника»/«Under the Hawthorn Tree» (Китай)                                   |
| Лучший сценарий                   | • Цзян Вэнь — «Пусть летят пули»/«Let the Bullets Fly» (Китай)                                               |
| Лучший сценарий                   | • Пан Хочун и Хэйуорд Мак — «Love in a Puff» (Гонконг)                                                       |
| Лучший сценарий                   | • Ли Чхан Дон (англ. Lee Chang-dong) — «Поэзия»/«Poetry» (Южная Корея)                                       |
| Лучший сценарий                   | • Су Чаопин — «Reign of Assassins» Китай / Гонконг / Тайвань                                                 |
| Лучший сценарий                   | • Пак Хунджун — «The Unjust» (Южная Корея)                                                                   |
| Лучшая операторская работа        | • Ли Могэ — «Я видел дьявола»/«I Saw the Devil» (Южная Корея)                                                |
| Лучшая операторская работа        | • Джейк Поллок — «Монга»/«Monga» (Тайвань)                                                                   |
| Лучшая операторская работа        | • Марк Ли Пинбин — «Норвежский лес» /«Norwegian Wood» (Япония)                                               |
| Лучшая операторская работа        | • Хассан Кыдыралиев — «The Light Thief» (Кыргызстан)                                                         |
| Лучшая операторская работа        | • Кенни Це Чунто — «The Stool Pigeon» (Гонконг)                                                              |
| Лучший монтаж                     | • Кэндзи Ямасита — «13 убийц»/«13 Assassins» (Япония)                                                        |
| Лучший монтаж                     | • Ёсиюки Коикэ — «Признания»/«Confessions» (Япония)                                                          |
| Лучший монтаж                     | • Нам Наён — «Я видел дьявола»/«I Saw the Devil» (Южная Корея)                                               |
| Лучший монтаж                     | • Хеманти Саркар — «Реальные Пиплы»/«Peepli Live» (Индия)                                                    |
| Лучший монтаж                     | • Мэн Пэйкун — «Под ветвями боярышника»/«Under the Hawthorn Tree» (Китай)                                    |
| Лучшая работа художника           | • Юдзи Хаясида — «13 убийц»/«13 Assassins» (Япония)                                                          |
| Лучшая работа художника           | • Джеймс Чу Сунпон — «Detective Dee & the Mystery of the Phantom Flame» (Гонконг)                            |
| Лучшая работа художника           | • Эрос Эфлин — «Madame X» (Индонезия)                                                                        |
| Лучшая работа художника           | • Хуан Мэйчин и Чэнь Поцзень — «Монга»/«Monga» (Тайвань)                                                     |
| Лучшая работа художника           | • Ли Кюнхо — «Жёлтое море»/«The Yellow Sea» (Южная Корея)                                                    |
| Лучший саундтрек                  | • Саито Кадзуёси — «Golden Slumber» (Япония)                                                                 |
| Лучший саундтрек                  | • Сэнди Чан — «Монга»/«Monga» (Тайвань)                                                                      |
| Лучший саундтрек                  | • Indian Ocean — «Реальные Пиплы»/«Peepli Live» (Индия)                                                      |
| Лучший саундтрек                  | • Питер Кам Пуитат — «Reign of Assassins» Китай / Гонконг / Тайвань                                          |
| Лучший саундтрек                  | • Джан Юнкю и Ли Пюнхун — «Жёлтое море»/«The Yellow Sea» (Южная Корея)                                       |
| Лучшие спецэффекты                | • Lee Hyuk, Park Eui-dong, Ryu Hee-jung — «71: Into the Fire» (Южная Корея)                                  |
| Лучшие спецэффекты                | • Phil Jones — «Таньшанское землетрясение»/«Aftershock» (Китай)                                              |
| Лучшие спецэффекты                | • Phil Jones — «Detective Dee & the Mystery of the Phantom Flame» (Гонконг)                                  |
| Лучшие спецэффекты                | • Takashi Yamazaki — «Космический линкор Ямато»/«Space Battleship Yamato» (Япония)                           |
| Лучшие спецэффекты                | • Park Jung-ryul — «The Man from Nowhere» (Южная Корея)                                                      |
| Лучшие костюмы                    | • Kazuhiro Sawataishi — «13 убийц»/«13 Assassins» (Япония)                                                   |
| Лучшие костюмы                    | • Bruce Yu Ka-on — «Detective Dee & the Mystery of the Phantom Flame» (Гонконг)                              |
| Лучшие костюмы                    | • William Chang Suk-ping — «Let the Bullets Fly» (Китай)                                                     |
| Лучшие костюмы                    | • Люгерн Йен Кхе — «Норвежский лес»/«Norwegian Wood» (Япония)                                                |
| Лучшие костюмы                    | • Choi Se-yeon — «The Housemaid» (Южная Корея)                                                               |